# 문수사 (울산 울주군)
문수사(文殊寺)는 울산광역시 울주군 청량읍 514 (율리)에 있는 조계종 소속의 사찰이다. 

## 같이 보기
- 문수산